# Ferdinand Xhaferri
Ferdinand Xhaferri, talvolta indicato come Ferdinand o Ferdinant Xhaferaj (Durazzo, 23 gennaio 1964), è un politico albanese.

## Biografia
Nato a Durazzo si è diplomato nel 1988 presso la Facoltà di Ingegneria meccanica dell'Università di Tirana, proseguendo gli studi post-universitari negli Stati Uniti d'America dove ha conseguito due master di cui uno in affari di sicurezza nazionale e l'altro in relazioni internazionali presso la Naval Postgraduate School di Monterey. Nel 2006 ha inoltre conseguito un diploma su affari di sicurezza nazionale presso l'Accademia di difesa Spiro Moisiu.
Nel 1989 è stato nominato direttore tecnico di Hekurudha Shqiptare, la compagnia ferroviaria statale albanese, divenendone poi direttore generale nel 1992.
È stato membro dell'Assemblea dell'Albania dal 1996 al 2001, dal 2005 al 2011 e lo è nuovamente dal 2021. Nel 2011 si è dimesso dalla carica di parlamentare per candidarsi alle elezioni locali per il sindaco di Durazzo col Partito Democratico, venendo sconfitto dal sindaco uscente Vangjush Dako.